# Гиппократ (сын Мегакла)
Гиппократ (др.-греч. Ίπποκράτης) — афинский политический деятель VI века до н. э.

## Биография
Сын Мегакла Алкмеонида и Агаристы, брат Клисфена, дед Перикла по матери.
Родился, по-видимому, в середине 550-х годов до н. э., когда Мегакл был союзником Писистрата, и получил имя в честь отца тирана.
Около 546 до н. э. Алкмеониды, как считается, были изгнаны из Афин и перебрались в Дельфы. После смерти Писистрата в 527 до н. э. его сыновья вернули изгнанников. В знак примирения с тиранами Гиппократ, как полагают, женился на дочери Гиппия. В этом браке родились Мегакл и Агариста.
В 514 до н. э., после убийства Гиппарха, Алкмеониды снова были изгнаны, Гиппократ развелся с женой и около 511 до н. э. вторым браком женился на своей племяннице, дочери Арифрона и сестре Ксантиппа. Сыном от этого брака был Ксантипп, архонт-эпоним 479/478 до н. э.
Дочь Гиппократа Агариста стала женой Ксантиппа, сменившего Клисфена во главе группировки Алкмеонидов.
Трен (элегию-плач) на смерть Гиппократа написал Пиндар; от этого произведения сохранился фрагмент.